# فغفور لاهیجی
محمد حسین فغفور لاهیجی (متولد لاهیجان) از شاعران سده یازدهم بود.
وی فرزند سید احمد از مقربان خان احمد فرمانروای گیلان و متخلص به فغفور بود. در ابتدا «رسمی» تخلص می‌کرد و پس از رفتن به هند تخلص فغفور را برگزید. گاهی «میر» هم تخلص می‌کرد. «محمد حسین» از سادات لاهیجان گیلان بود. دوران جوانی را در همان‌جا به فراگیری دانش و ادب خصوصاً دانش پزشکی گذراند. طب را نزد دایی خود، حکیم تاج‌الدین حسین آموخت و بیشتر کتاب‌های مربوط به علم طب را مطالعه کرد و به همین جهت او را حکیم نیز گفته‌اند. وی در زمینه ادبیات فارسی و عربی، خط، شطرنج، علم ادوار و موسیقی نیز تبحر داشت. در اوایل عمر به خدمت خان احمد گیلانی که خود شاعر و مشوق شاعران و عالمان بود رسید و منظومهٔ شهرآشوب را در آن گاه به نظم درآورد؛ سپس به گرجستان، آذربایجان و اصفهان مسافرت کرد. در اصفهان با حکیم شفایی آشنا شد. در دوره شاه عباس مورد توجه علی قلی خان شاملو که دیوان بیگی و ایشیک آقاسی شاه بود قرار گرفت. وی مسافرتی هم به «هند» داشت و در آگرا مدتی در خدمت «حکیم علی گیلانی» از پزشکان معروف ایرانی در هند بود. در هند با «خان خانان عبدالرحیم خان» ملاقات کرد و تحت ملازمت وی قرار گرفت و به وساطت وی از مقربان شاهزاده پرویز بود و در مدح او اشعار زیادی سرود. «فغفور» در الله‌آباد بر سر راه اگره درگذشت.

## نمونه
| قربان دل روم که جز اندیشهٔ تو را |  | در سینهٔ شکستهٔ خود جا نمی‌دهد |

## آثار
- رسالاتی در «موسیقی»؛
- رساله در «حساب اصابع»؛
- «دیوان» شعر، در چهار هزار بیت.